# Сиври
Сиври́ (фр. Sivry) — коммуна во французском департаменте Мёрт и Мозель, региона Лотарингия. Относится к  кантону Номени.

## География
Сиври расположен в 16 км к северу от Нанси. Соседние коммуны: Жандленкур и Муаврон на востоке, Братт на юго-востоке, Белло на западе.

## Демография
Население коммуны на 2010 год составляло 254 человека.
| 1962 | 1968 | 1975 | 1982 | 1990 | 1999 | 2010 |
| ---- | ---- | ---- | ---- | ---- | ---- | ---- |
| 131  | 126  | 142  | 146  | 165  | 211  | 254  |